# Аделгунда Баварска
Вижте пояснителната страница за други личности с името Аделгунда Баварска.
Аделгунда Баварска, с пълното име Аделгунда Августа Шарлота Каролина Елизабет Амалия Мария София Луиза Баварска (на немски: Adelgunde von Bayern; Adelgunde Auguste Charlotte Caroline Elisabeth Amalie Marie Sophie Luise von Bayern; * 19 март 1823, Вюрцбург; † 28 октомври 1914, Мюнхен) от династията Вителсбахи, е принцеса от Бавария и чрез женитба австрийска ерцхерцогиня и херцогиня на Модена (1842 – 11 юни 1859).

## Живот
Дъщеря е на крал Лудвиг I от Бавария и на Тереза фон Сакс-Хилдбургхаузен, дъщеря на херцог Фридрих (1763−1834). Сестра е на кралете Максимилиан II Йозеф Баварски и Ото I от Гърция и на принцрегент Луитполд.
Аделгунда се омъжва на 30 март 1842 г. в Мюнхен за австрийския ерцхерцог Франц V (Франческо) фон Австрия-Есте (1819 – 1875), последният управляващ херцог на Модена. През 1848 и 1859 г. те са изгонени и живеят след това във Виена и в Бохемия.
След смъртта на нейния съпруг тя се връща през 1875 г. в Бавария, където нейният брат Луитполд поема регентството през 1886 г. Тя има голямо влияние над него и е наричана „Леля Модена“ („Tante Modena“).
Аделгунда умира на 28 януари 1914 г. на 90 години в Мюнхен. Погребана е Императорската крипта във Виена.
- Принцеса Аделгунда Августа Баварска
- Аделгунда Баварска
- Франческо V, херцог на Модена

## Деца
Аделгунда и Франц V имат само една дъщеря, която умира още като бебе:
- Анна Беатриса Терезия Мария (* 19 октомври 1848, Гриз, Болцано; † 8 юли 1849, Модена)